# HD 190007

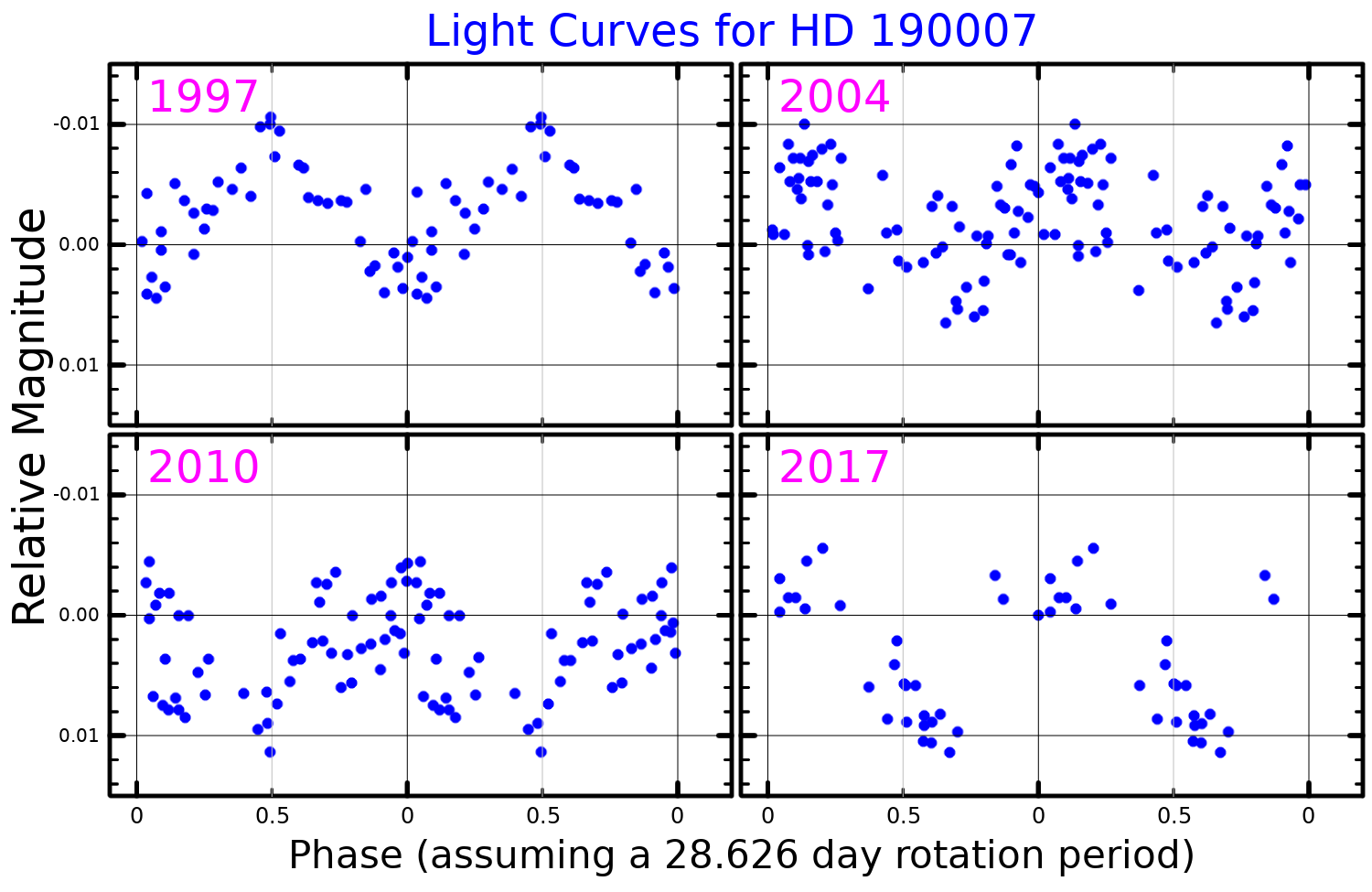
Lichtkromme van HD 190007

HD 190007 is een oranje dwerg met een spectraalklasse van K5.V. De ster bevindt zich 41,47 lichtjaar van de zon.